# (315174) Sellek
(315174) Sellek est un astéroïde de la ceinture principale.

## Description
(315174) Sellek est un astéroïde de la ceinture principale. Il fut découvert le 20 mars 2007 aux Monts Santa Catalina par le projet CSS. Il présente une orbite caractérisée par un demi-grand axe de 3,17 UA, une excentricité de 0,22 et une inclinaison de 16,0° par rapport à l'écliptique.

## Compléments